# 和歌浦

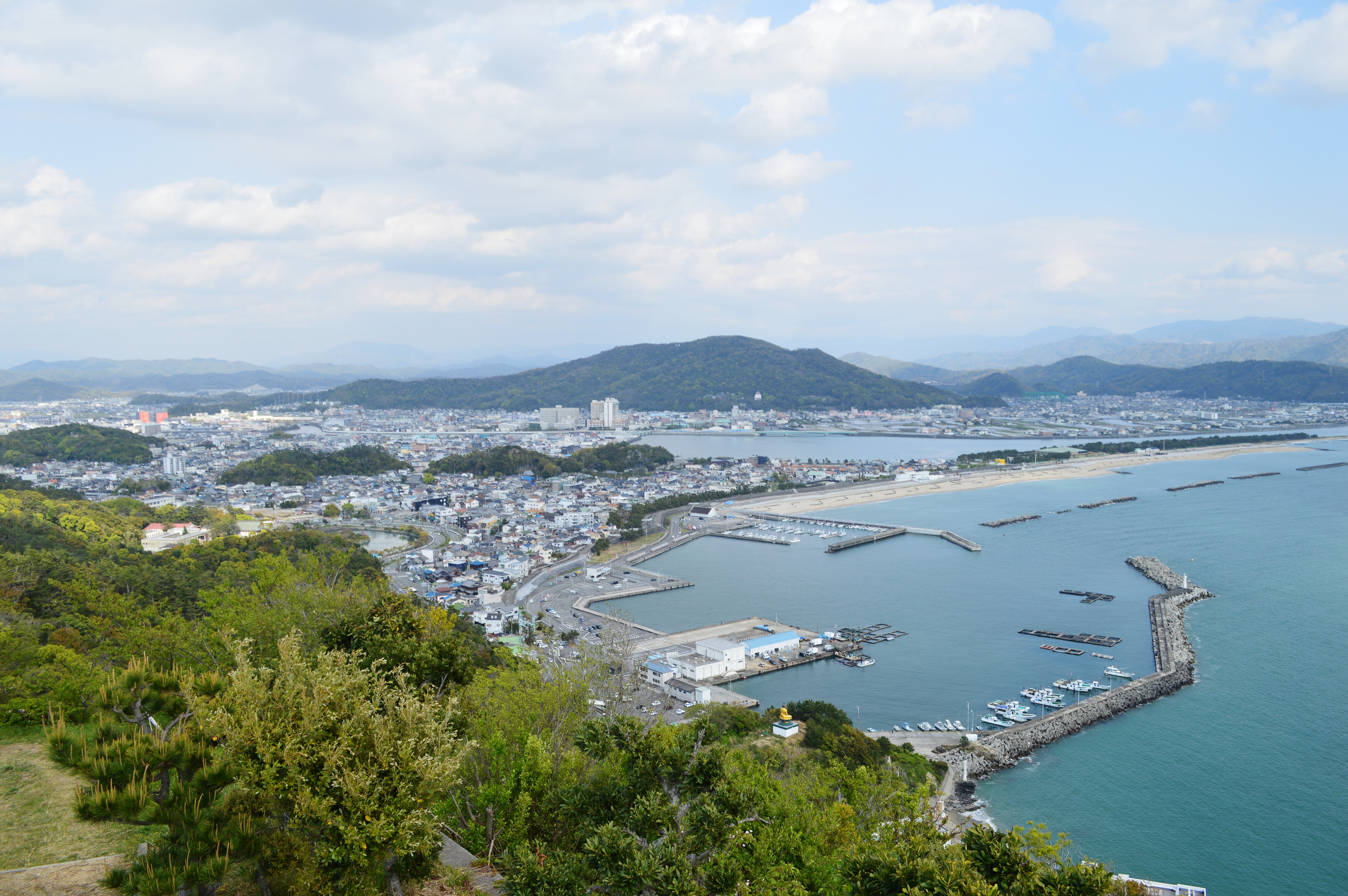
高津子山から望む

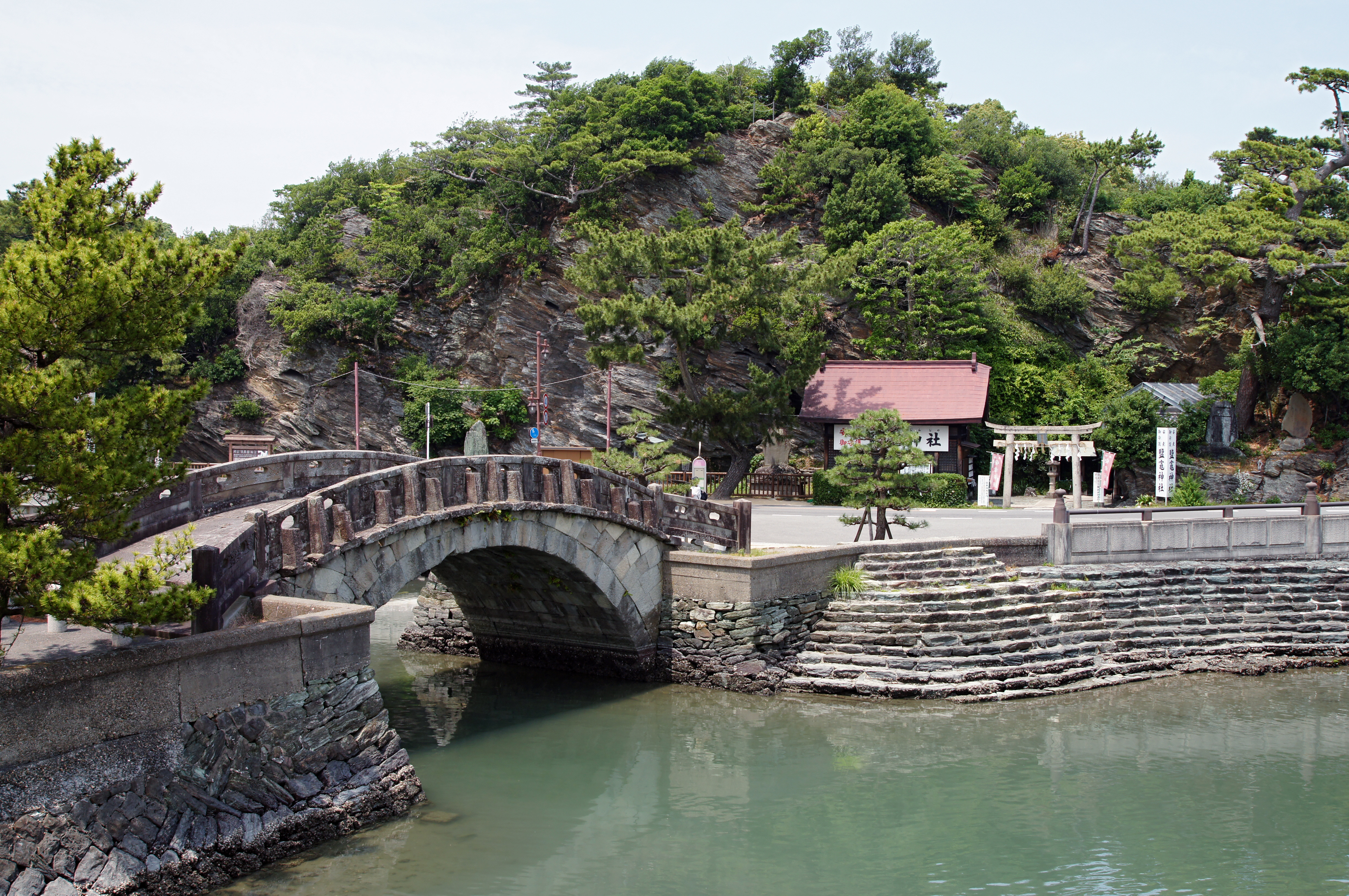
不老橋と鏡山、塩竈神社

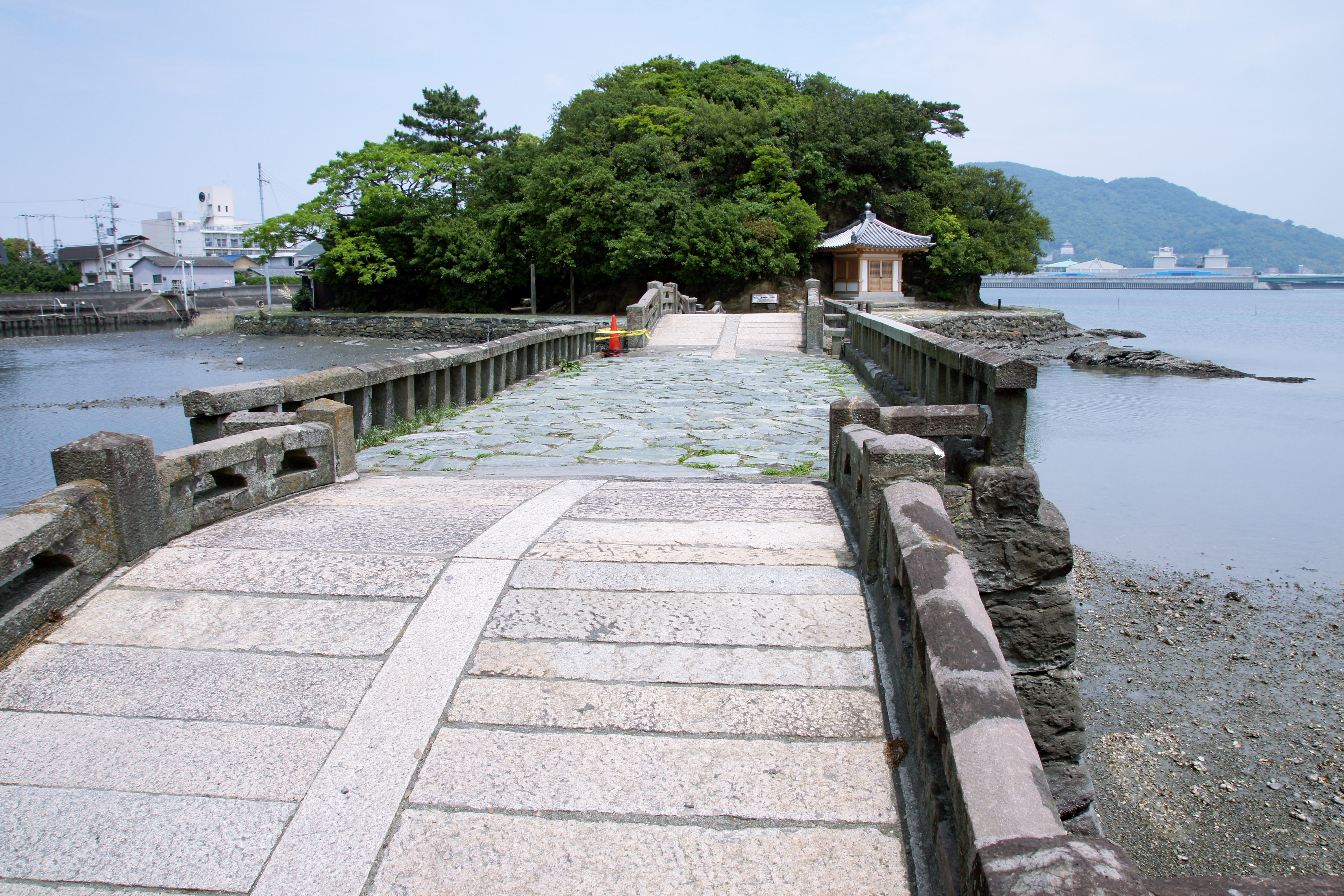
三断橋と妹背山、海禅院

和歌浦（わかのうら）は和歌山県北部、和歌山市の南西部に位置する景勝地の総称。国指定の名勝。2017年4月に「絶景の宝庫 和歌の浦」として日本遺産に認定された。
住所表記での「和歌浦」は「わかうら」と読むために、地元住民は一帯を指して「わかうら」と呼ぶことが多い。狭義では玉津島と片男波を結ぶ砂嘴と周辺一帯を指すのに対し、広義ではそれらに加え、新和歌浦、雑賀山を隔てた漁業集落の田野、雑賀崎一帯を指す。名称は和歌の浦とも表記する。
『万葉集』にも詠まれた古からの風光明媚なる地で、近世においても天橋立に比肩する景勝地とされた。近現代において東部は著しく地形が変わったため往時の面影は見られないが、2011年にようやく国の名勝に指定され、また自然海岸を残す西部の雑賀崎周辺は瀬戸内海国立公園の特別地域に指定されており、それぞれ保護されている。
本項では和歌山市和歌浦支所の管轄地域と、その前身である海草郡和歌浦町（わかうらちょう）、同町の町制前の名称である海部郡・海草郡和歌村（わかむら）についても述べる。

## 名称の由来
和歌浦は元々、若の浦と呼ばれていた。聖武天皇が行幸の折に、お供をしていた山部赤人が『万葉集』巻六の919番歌に、
若浦爾 鹽滿來者 滷乎無美 葦邊乎指天 多頭鳴渡
（若の浦に 潮満ち来れば 潟をなみ 葦辺をさして 鶴（たづ）鳴き渡る）
と詠んでいる。「片男波」という地名は、この「潟をなみ」という句から生まれたとされる。また、『続日本紀』によれば、一帯は「弱浜」（わかのはま）と呼ばれていたが、聖武天皇が陽が射した景観の美しさから「明光浦」（あかのうら）と改めたとも記載されている。和歌浦には明光商店街があるが、これは続日本紀の明光浦の呼称にちなんでいるものである。
平安中期、高野山、熊野の参詣が次第に盛んになると、その帰りに和歌浦に来遊することが多くなった。中でも玉津島は歌枕の地として知られるようになり、玉津島神社は詠歌上達の神として知られるようになっている。また、若の浦から和歌浦に改められたのもこの頃であり、由来には歌枕に関わる和歌を捩ったともいわれる。

## 歴史

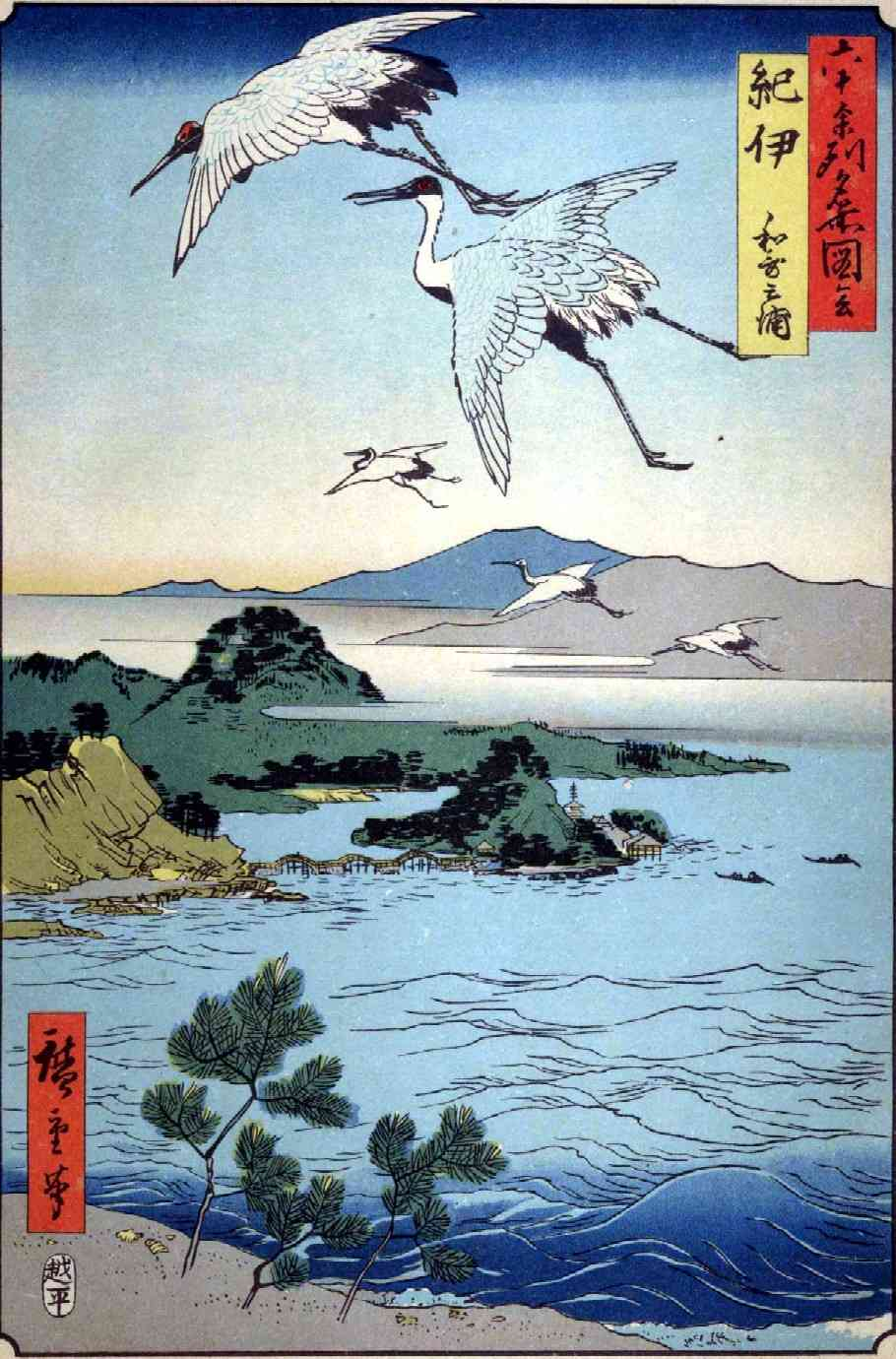
歌川広重の描いた和歌浦

### 奈良・平安時代
当時、和歌浦で最も著名な景勝は玉津島である。当時の玉津島は海上に浮かぶ小島であった。そして、潮の干満で陸と続いたり離れたりする景観を呈していたという。その神聖さから丹生より稚日女尊、息長足姫尊（神功皇后）らを勧請し、玉津島神社が設けられた。また、玉津島の西側に発達した砂嘴は、片男波も今よりずっと内側に入り込んでいたものと推測されており、赤人の句のとおり、葦などの水生植物が生い茂る湿地帯であった。
この和歌浦は都に近いことも相俟って多くの文人、貴族らに愛されてきたが、とりわけ聖武天皇はこの和歌浦を気に入り、何度も行幸している。また、この風致を維持するために、守戸と呼ばれる監視役を配置させた。
また、平安の頃には康保年間に、神霊の勧請を受けて天満宮が建設された。これは菅原道真左遷の際に、風避けの際に和歌浦に立ち寄ったことが縁となっている。

### 江戸時代
江戸幕府が開府されると、和歌山は御三家である紀州徳川家の城下町として賑わうこととなった。その際に建てられたのが紀州東照宮である。初代紀州藩主の徳川頼宣は祭神に実父である東照大権現（徳川家康）を勧請し、正式に東照宮から遷宮を行ったものである。その例祭、和歌祭は今日に至るまで和歌浦を代表する祭礼として脈々と伝わっている。
また、和歌浦のシンボルにもなっている不老橋は、第13代藩主徳川慶福の治世に第10代藩主徳川治寶の命によって、東照宮御旅所の移築に際して建造された石造の橋梁であり、肥後出身の石工が建造に関わっている。また、このころ建てられたものとして、望海用の櫓として親しまれる観海閣（第2室戸台風で流出、現在はコンクリート製の復元）などがある。

### 近代以降（最盛期）

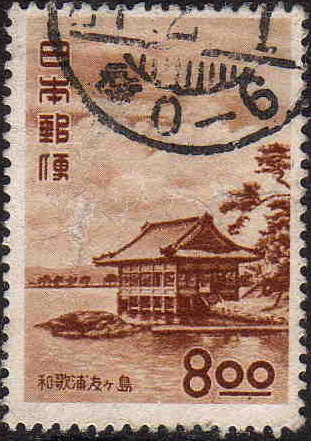
1951年に発行された「和歌浦」観光地百選切手

和歌浦は玉津島神社、東照宮、天満宮の遷座する聖地など古蹟名勝地として知られていたが、1885年に療養地としての海水浴場が開業し、日清戦争以後は別荘地・行楽地の性格を増していった。1909年には和歌山水力電気の路面電車（のちの南海電鉄和歌山軌道線）が和歌浦まで開通し、観光客増加に一役買っている。市電は1913年には和歌浦港まで延伸し、鉄道のない紀伊半島各所と水路で直結できるようになった。1910年には旅館望海楼が奠供山エレベーターを開設し、翌年には夏目漱石が乗っている。その様子は小説『行人』に描かれている。
1917年に伊都郡の資産家森田庄兵衛が開発会社新和歌浦土地を設立し、和歌浦は転機を迎えた。庄兵衛は和歌浦港より西側の海岸線を買い占め、道路を開いて本格旅館を相次いでオープンさせた。庄兵衛の死後も新和歌浦のリゾート開発は継続され、1932年には年間100万人を誘致する観光地となった。その一方で、旧来の和歌浦は老舗旅館が相次いで廃業・移転し、片男波と歌われた海岸は工業用地として開発されるなど、行楽地としてのポジションは新和歌浦側に移ってしまった。また、和歌浦と旧城下町の中間にあたる旧雑賀村エリアは1930年代に区画整理が行われ、繊維産業の重役や近接する高等商業専門学校の教員が邸宅を構える高級住宅地が形成された。
1950年に、毎日新聞による「新日本観光地百選」の海岸の部にて1位を獲得すると、その美しさが全国的に知られるようになり、加えて縁結び信仰が強かった玉津島神社の存在意義も相俟って、全国随一の新婚旅行スポットとなり、観光客は一段と増加した。さらにその後は瀬戸内海国立公園への編入も決定したことで、年間宿泊者350万人を数える一大観光地に成長した。高津子山（たこずしやま、章魚頭姿山とも）にはソメイヨシノが植樹され、春先になる絢爛と花を咲かせることから、「西の嵐山」などと称された。ほかに、新和歌浦ロープウェイ（和歌の浦温泉 萬波 前の高津子山に存在した）の敷設や和歌浦遊覧船の周航開始など、次々に観光開発が進行し、うらぶれた漁村であった一帯は大きな変化を遂げることになった。

### 1970年代から1990年代にかけて（衰退期）
しかし、過剰気味になった観光開発は、後の和歌浦に大きな陰を落とすことになる。1965年ごろになると、新婚旅行の人気スポットは、宮崎など九州地方に西漸して、その影響を受けた和歌浦は宿泊客の減少が著しくなり、宿泊施設数はピークの半分に減少した。そこで新たに、従来の長期宿泊客向けの景勝地より、レジャーを中心とした近隣型の観光地への整備を始め、天然の砂嘴であった片男波は浸食が進んでいたこともあって、人工海岸に変えられるなどして、地形的に大きな変貌を遂げた。これにより、阪神地方などから海水浴客を確保することには成功したが、従来の景勝地としての情趣が奪われ、陳腐化が進み、魅力に欠けるものとなってしまった。
さらに、国内温泉ブームが衰退に拍車をかけた。和歌山県での宿泊客は温泉情緒を求めて白浜や勝浦などに出向いてしまい、それにより温泉資源のない和歌浦は一般客にも団体客にも敬遠され、大幅に宿泊客が減少した。そこに追い打ちをかけるように、1971年には16人もの死者を出す旅館火災（寿司由楼火災）が発生し、同年には和歌山駅や市内中心部からの交通手段として利用されていた南海和歌山軌道線が廃止。さらに著名な大型ホテルや著名旅館が経営に行き詰まって倒産するなど、暗い話題ばかりが和歌浦を包み込んでしまった。バブル期を迎えても、すでに観光地としての魅力を奪われていた和歌浦は開発、投資の対象にもならず、そのまま放置されていたほどである。さらにその間に長い間観光に貢献してきた和歌浦遊覧船も周航を廃止している。また、片男波や浜の宮の海水浴場も整備資金を捻出できなかったため、老朽化した施設が敬遠され、海水浴客が減少していた。それでも一部のホテルや旅館が廃業を免れたのは、地元住民にも会合などで気軽に利用してもらい、あるいは大阪から比較的近い地の利を活かし、会議やコンベンション、あるいは学校の部活動の合宿などにおける利用を呼びかけ、少しでも宿泊客を確保しようとした地道な営業活動の成果ともいえる。

### 近年
近年における最大の転機が、人工島「和歌山マリーナシティ」の建設と、テーマパーク「ポルトヨーロッパ」の開業である。特に1994年には地方博「世界リゾート博」で多くの観光客が和歌山に訪れ、苦境に立たされていた和歌浦の宿泊施設は連日、稼働率が100%を超え、大きく息を吹き返した。また、このポルトヨーロッパは歴史遺産以外の有力な観光資源に恵まれなかった和歌浦の宿泊施設にとって大きな助けとなった。さらに翌1995年には、大河ドラマ「八代将軍吉宗」の大ヒットに伴い、連続して和歌山市は記録的な観光客入数を記録することになる（和歌山県庁観光課発行観光動態調査報告より）。これにより、和歌山市は観光に重点を置くようになる。市内全体に観光案内板を再整備し、和歌山城や紀三井寺、日前宮、紀伊風土記の丘など主要な観光地に駐車場を再整備するなど、環境を改善していった。その際、片男波海水浴場は、このリゾート博開催に合わせて、老朽化した設備を廃止して水洗トイレやシャワー室を整備した現代的な海水浴場に生まれ変わっており、後の快水浴場選定の契機を生んだ。もっとも、その後は手探りの状態でもあり、長年観光で貢献してきた和歌遊園の閉鎖、新和歌浦ロープウェイの廃止（1997年、予算打ち切りにより廃止）、回転展望台の撤去（1999年）が起こっている。
1999年の南紀熊野体験博に伴う熊野古道ブームは、全国に数多存在する日本固有の文化、伝統に対する回帰現象を生んだとされ、年配者を中心に古寺、古社や遺跡の探訪がブームになった。そこで和歌浦も固有の資産である万葉の歌枕の地であるという伝統的な歴史価値を生かすべく、万葉の地ということを大々的にPRし、万葉館などの文化施設を建設し、遊歩道を整備するなどした。その一方で、阪神都市圏に近いという地の利を生かし、レジャー、レクリエーション拠点としての開発を進め、さまざまなイベントを催している。その中で和歌山ジャズマラソン（旧名 和歌浦和歌浦ベイマラソンwithジャズ）は全国的に知られるビッグイベントとなり、閑散期の和歌浦を賑わせるものとして大きく貢献している。近郊型のリゾートマンション建設が進んだのもこの頃である。
市や地域は観光地として盛り返すため、日頃から清掃、整備、開発に取り組んだ。その結果、2006年には、環境省が定める快水浴場百選に、片男波海水浴場が特選として選定され、また波早ビーチも選定されている。事実、和歌浦はリゾート博開催以後、日帰り客の増加は目覚ましく、阪神大都市圏に近いながら、良好な自然環境が残されていることから、特にゴールデンウィークや夏休みの期間には、芋を洗うような賑わいが見られるようになった。一方、宿泊施設にとっては、依然厳しい状況が持続しているのも事実であり、今後は宿泊施設側のハード面、ソフト面双方の整備、日帰り客を引き留めるような観光地の開発、また固有の文化資産、自然景観をどう生かすかなど、問題も山積している。

### 自治体としての沿革
- 1889年（明治22年）4月1日 - 町村制施行により和歌村の大部分が単独で自治体を形成して海部郡和歌村が発足。和歌村の一部は和歌山市、雑賀村に編入。
- 1896年（明治29年）4月1日 - 所属郡が海草郡に変更。
- 1899年（明治32年）3月16日 - 和歌村が町制施行・改称して和歌浦町となる。
- 1933年（昭和8年）6月1日 - 和歌浦町が和歌山市に編入。

## 和歌浦の今後
和歌浦はこのように、昭和中期に隆盛を誇った反動で、多くの廃業ホテル、旅館を生み、状況は依然として厳しいが、12件の老舗旅館と共にその風光明媚な景観を活かした癒しのまちづくりが進められている。
廃墟跡地には特別養護老人ホームの建設があり、唯一の温泉施設である和歌の浦温泉「萬波 」の経営存続（南海電気鉄道の経営から地元旅館経営者に経営譲渡された）や、地元釣具店「やぶしん」による観光遊覧船の復活、和歌祭りの開催など若者を中心とした活躍も目立ち始めるなど、復興の兆しが見えてきている。
和歌山県教育委員会は2008年6月24日付けで、和歌浦を県指定文化財（名勝及び史跡）に指定した。指定対象は玉津島神社・天満宮・東照宮の境内、妹背山と三断橋、不老橋など、約10.2ヘクタールである。こうして和歌浦の歴史的風致景観が保全されることとなった。2010年には国の名勝に指定された。
和歌の浦を中心に活動するグループ、和歌祭保存会、妹背山護持顕彰会、和歌の浦フォーラム、トンガの鼻自然クラブ、和歌山観光医療産業創造ネットワーク、とうげん塾、「和歌の浦万葉薪能の会 」や和歌浦連合自治会、田の浦連合自治会、雑賀崎連合自治会など地元自治会、また、和歌の浦観光協会・同旅館業組合などによって、「和歌の浦みちしるべの会 」が結成され活発な活動を行っている。
各種団体は、和歌の浦の景観保全を中心課題に据え、活性化の道を模索しつつある。

## 和歌浦と廃墟

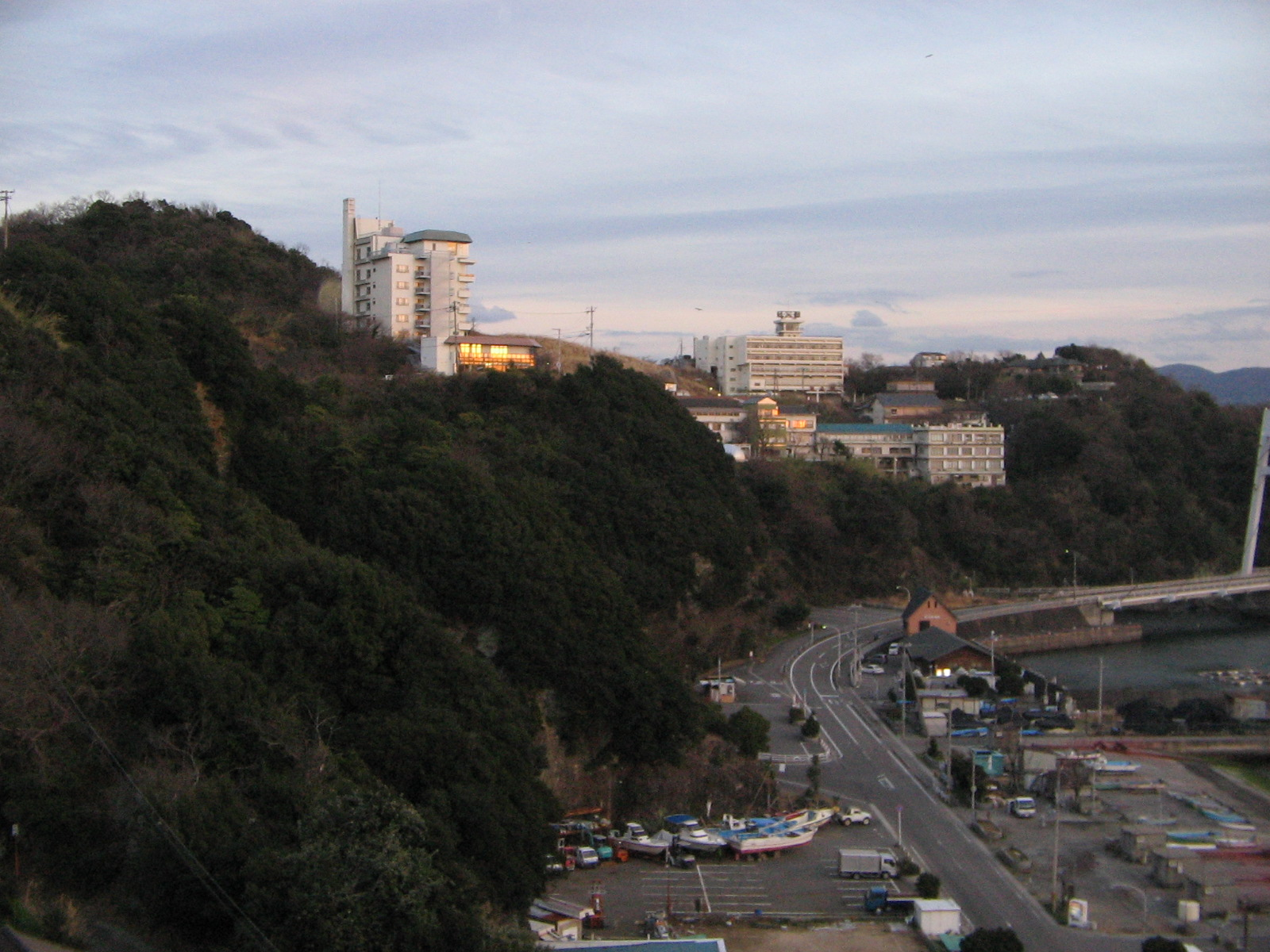
雑賀崎より望む。写真中央（山際）の更地が、かつて和歌浦の中心に位置した廃業旅館跡地。左手に高層マンションが建つなど復興の兆しが見えるが、右手の旅館が2009年現在休業中である。2009年2月。

上記の廃業ホテル、旅館は手付かずのまま放置されていた。それ故、2002年頃に廃墟ブームが勃発すると、巨大な廃墟物件を抱えていた和歌浦は「廃墟の聖地」と揶揄されるまでになっていた。「宇宙回転温泉」と称する回転型の浴用施設（温泉と名乗っているが温泉ではない）を設けていた廃業旅館や、火災で大量の死者を出し、ボウリング場を併設して再起を図るも心霊現象が起こるなどの風評もあり、汚名を返上できず廃業した前述の寿司由楼などは、その巨大さと豪華さと荒れ具合ゆえに当時多くの話題を生んでいる。特に高度経済成長期に闇雲な建て増しを行い、建物内部が迷路のような構造となっていた廃業旅館は、サバイバルゲーム愛好者や廃墟マニアにとって屈指の人気スポットであった。
しかし、それにより不法侵入が絶えず、また心ない破壊活動、放火未遂などにより、環境面や防犯面で周辺住民や一般宿泊者、関係者から苦情が絶えなかった。それに加え、廃業旅館は建て増しによる耐震性の不備が指摘され、その巨大さもあって南海大地震が起これば崩落して周辺に多大な被害をもたらすことが予想された。そのため、2005年10月にこれらを含めた廃墟物件は軒並み撤去されることになり、一連の騒動は終止符を打った。

## 現在の町名
- 和歌浦東1 - 4丁目
- 和歌浦西1 - 2丁目
- 和歌浦南1 - 4丁目
- 和歌浦中1 - 3丁目
- 新和歌浦
- 和歌川町
- 秋葉町（雑賀支所、高松連絡所管轄）
- 東高松3 - 4丁目（高松連絡所管轄）

## 和歌浦の名所・旧跡・施設
- 和歌浦干潟 - 和歌浦十景「蘆州鳴鶴」[3]
- 不老橋 - 日本遺産構成文化財[1]。
- 海禅院 - 観海閣・多宝塔。和歌浦十景「玉津春暁」[3]
- 玉津島神社 - 和歌浦十景「玉津春暁」[3]。日本遺産構成文化財[1]。
- 塩竈神社 - 和歌浦十景「輿窟波華」[3]
- 奠供山
- 高津子山（章魚頭姿山）
- 雑賀城跡（妙見山）
- 三断橋
- 片男波海岸 - 天然の砂嘴は、開発によって人工海岸になった。和歌浦十景「松汀積雪」[3]
  - 片男波公園
  - 片男波海水浴場 - 快水浴場百選特選
  - 万葉館
- 和歌の浦温泉
- 和歌浦天満宮（天神山） - 和歌浦十景「松間釣舟」[3]。日本遺産構成文化財[1]。
- 紀州東照宮（権現山） - 日本遺産構成文化財[1]。
- 波早ビーチ
- 和歌浦遊歩道
- 雑賀崎 - 和歌浦十景「雑賀漁火」[3]
  - 雑賀崎灯台
  - 番所庭園
- 岡崎邦輔旧別荘（現「café Lierre（カフェ リエール）」）
- 和歌の浦アート・キューブ

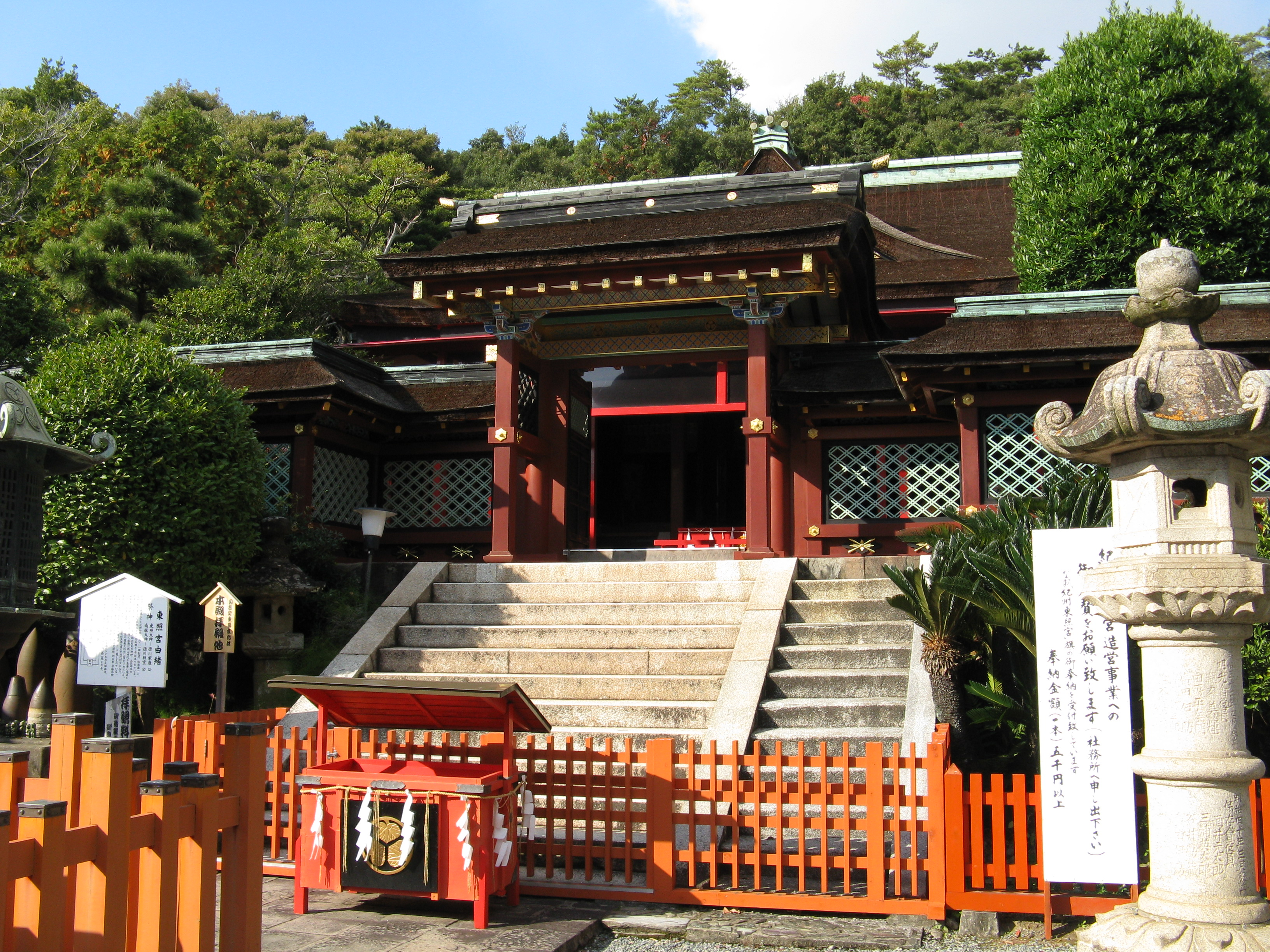
紀州東照宮
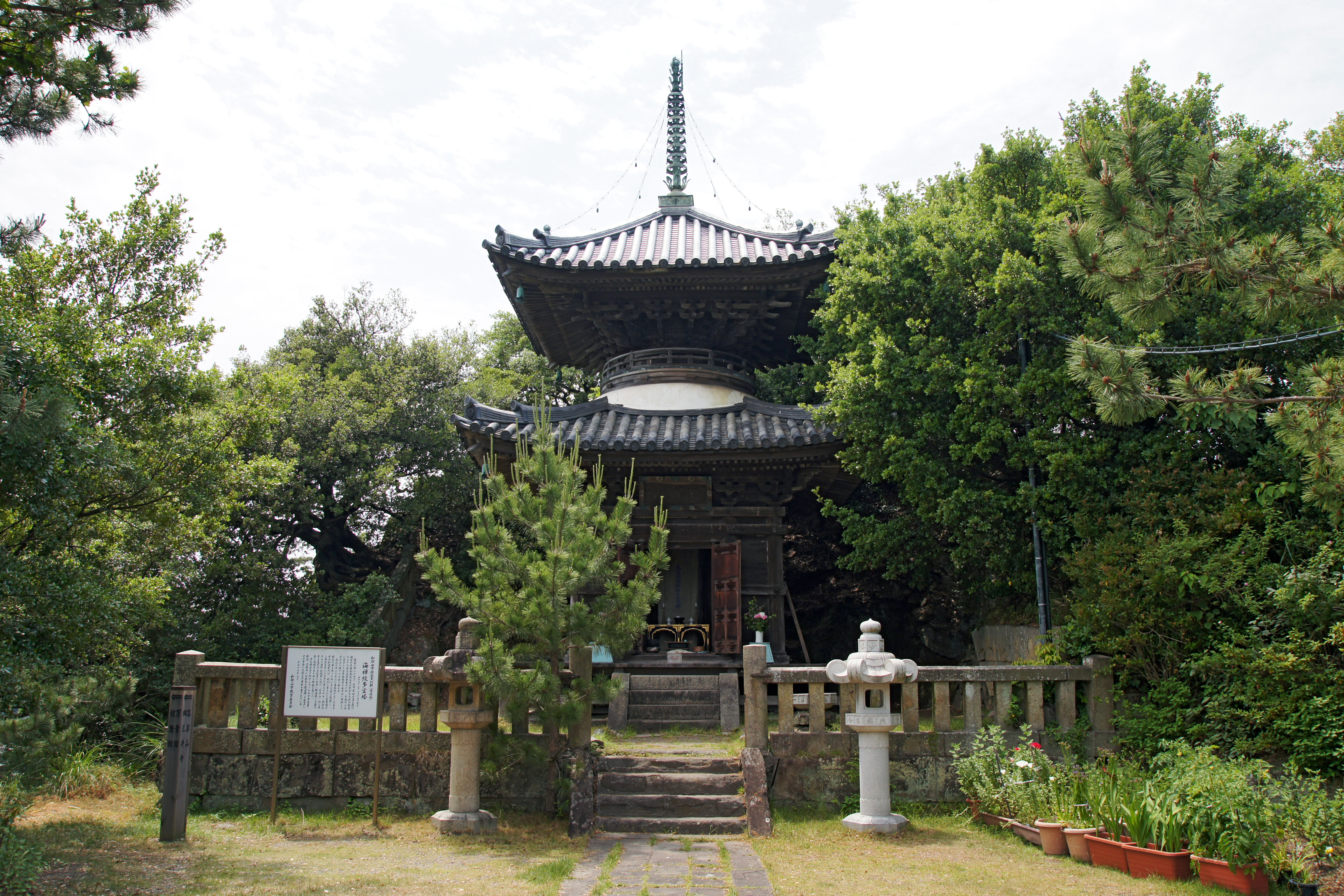
海禅院多宝塔
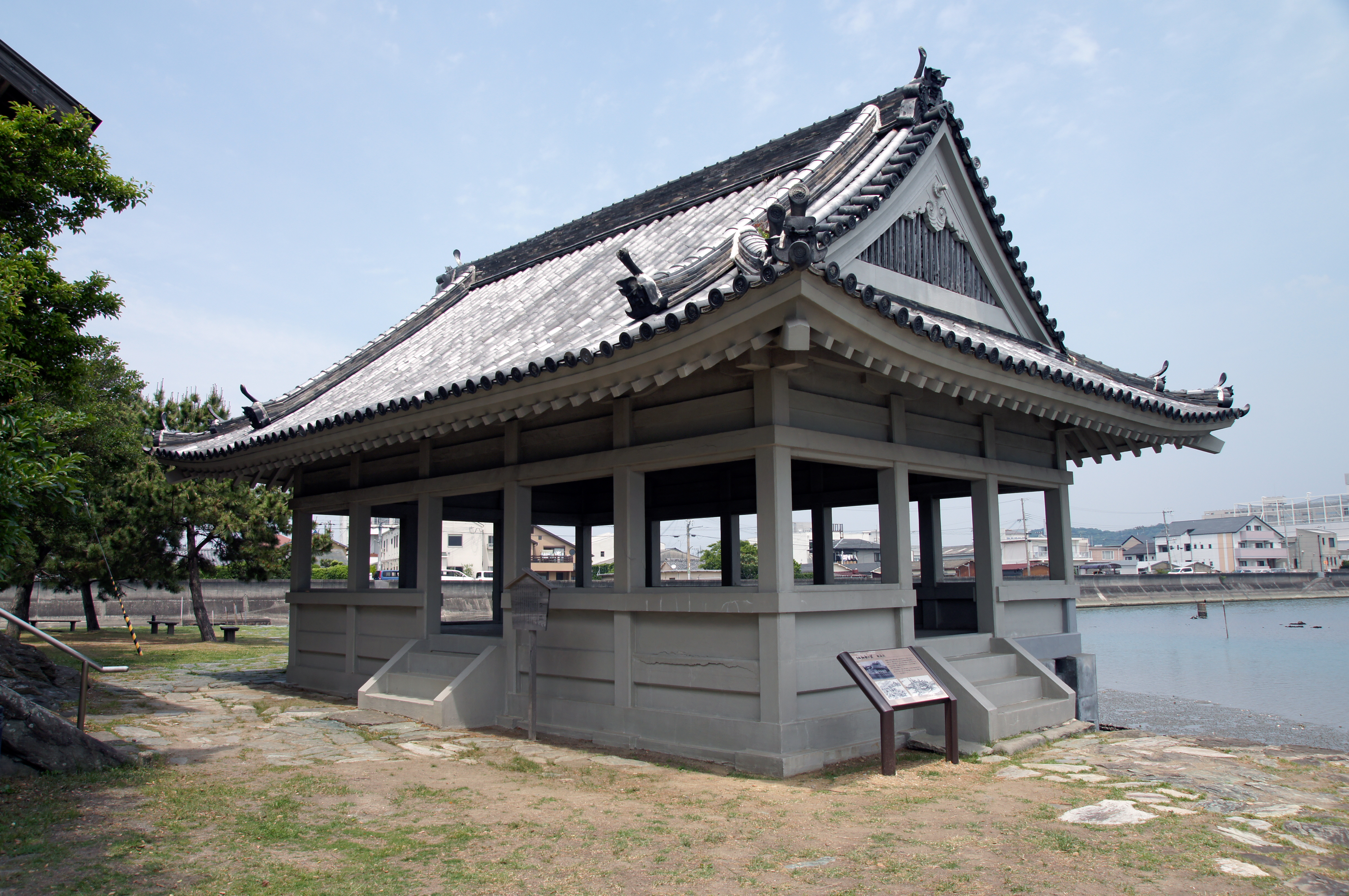
海禅院観海閣
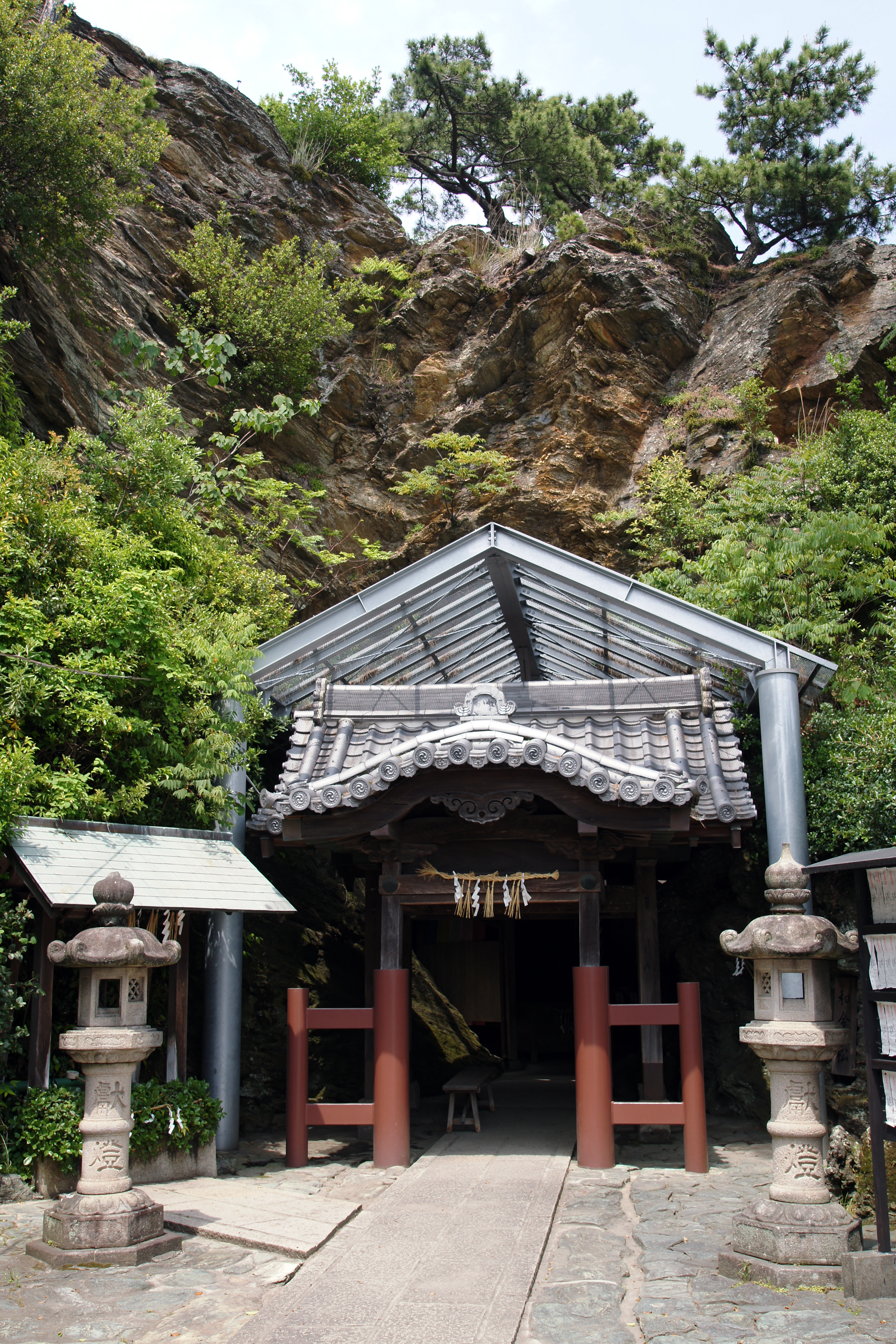
塩竈神社
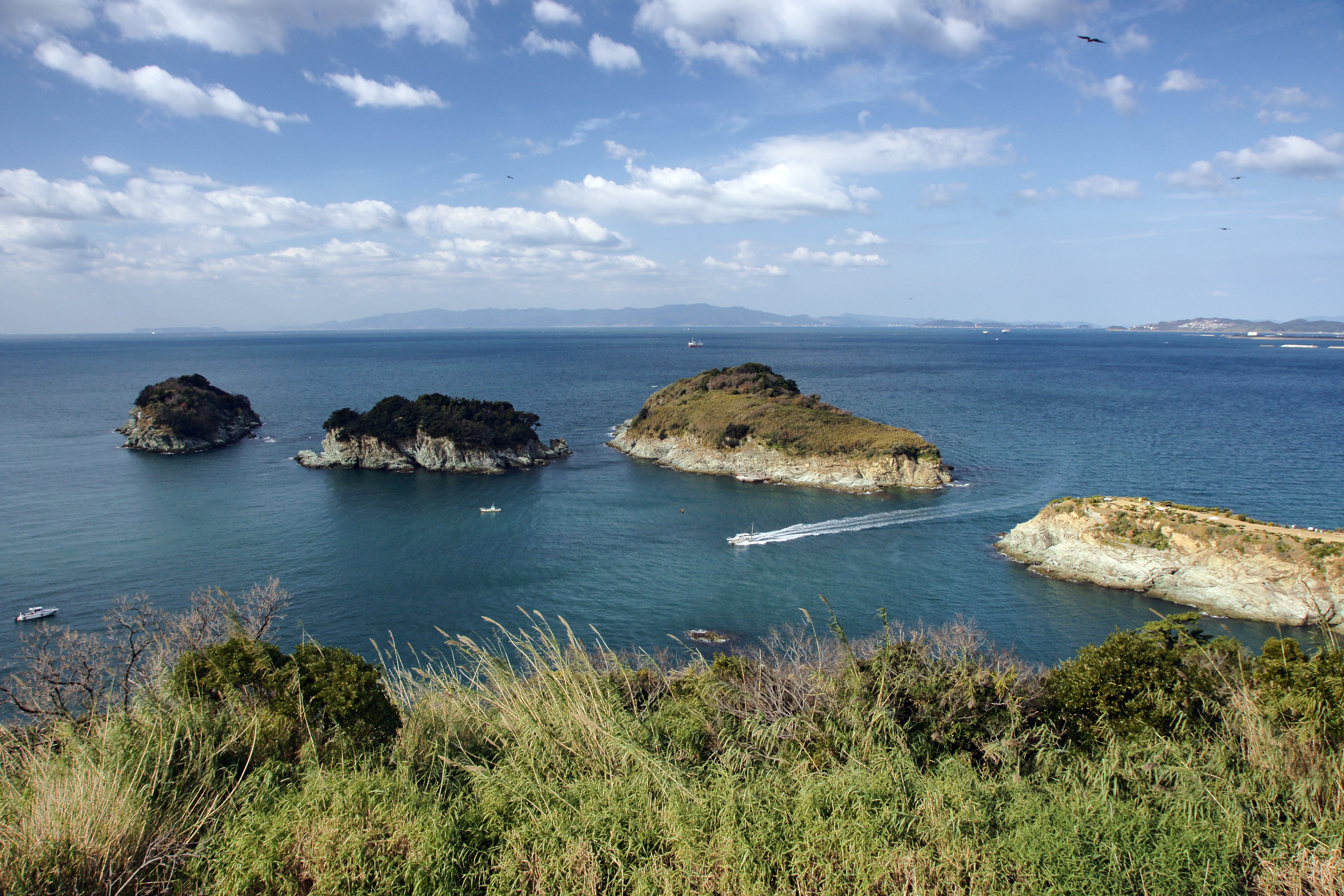
雑賀崎

## 周辺
- 和歌山マリーナシティ
- 養翠園
- 六三園
- 温山荘園 - 和歌浦十景「琴浦戯鴎」[3]
- 和歌山市立松下体育館
- 紀三井寺 - 和歌浦十景「名草晩潮」[3]
- 和歌山バス本社・和歌山営業所（最寄り停留所：和歌浦口）
- 行人…夏目漱石の小説。作中に和歌浦が登場する。
- 秋葉山
- 藤白神社 - 和歌浦十景「藤白落葉」[3]
- 水軒堤防 - 和歌浦十景「吹上淡月」[3]